# Installation souterraine de Kumchang-ri
 (août 2020).
L'installation souterraine de Kumchang-ri est une zone excavée située en Corée du Nord composée de tunnels, de barrages et de pipelines.

## Histoire
L'installation a été découverte en 1989 grâce à des images satellites des États-Unis. Les images montraient des équipes de construction installant des pipelines et des tunnels sous le sol. Les États-Unis ont confronté la Corée du Nord au sujet de la nouvelle installation en construction, et la Corée du Nord a déclaré qu'elle était utilisée pour le stockage des aliments. Cependant, la Corée du Nord a déclaré que les États-Unis devraient débourser 300 millions de dollars américains pour accéder au site. Un accord a été conclu et après le paiement de 600 000 tonnes de nourriture, les États-Unis ont été autorisés à inspecter l'installation en mai 1999. L'inspection n'a pas conclu que la nouvelle installation était utilisée pour abriter une installation nucléaire et après une deuxième inspection en mai 2000, les États-Unis ont décidé que l'installation ne conviendrait pas à une installation nucléaire.